# Безсон, также Бессон
Безсон, Бессон — допетровское имя, первое упоминание в 1556 году. От имени Бессон произошли фамилии Бессонов, Безсонов.
Согласно подсчётам, проведённым филологами А. В. Суперанской и А. В. Сусловой, имя Бессон было популярным в Московском княжестве. Чаще всего, при этом, исторические документы фиксировали написание Безсон: к примеру, среди поручителей в поручной записи 1566 года числился московский боярин Безсон Еремеев сын Лужецкого, а в юридическом акте 1596 года свидетель подписания кабалы записан как Безсон и Безсонко.